# Armstrong (Iowa)
Armstrong – miasto w Stanach Zjednoczonych, w stanie Iowa, w hrabstwie Emmet, nad rzeką Des Moines.

## Demografia
W 2000 roku liczyło 979 mieszkańców. W 2023 roku liczba mieszkańców spadła do 856 osób, a gęstość zaludnienia poniżej 408 osób/km².